# Mico saterei
Mico saterei (лат.) — вид приматов из семейства игрунковых (Callitrichidae), эндемичный для штата Амазонас на северо-западе Бразилии.

## История открытия
Вид был научно описан в 1998 году приматологами José de Sousa e Silva Júnior и Maurício de Almeida Noronha под латинским названием Callithrix saterei. Видовое название saterei дано в честь индейского племени Сатере-Мауэс, которое наряду с народом мундуруку населяет бо́льшую часть ареала этого примата. В настоящее время вид перенесён в состав рода Mico.

## Распространение
Предполагаемая площадь распространения вида составляет приблизительно 18 000 км². На востоке ареал ограничивается рекой Абакаксис, на западе — р. Канума-Сукундури. Также встречается к югу от р. Парана/Урария у правого берега р. Мадейра. Южная граница ареала находится недалеко от р. Игарапе-ду-Арреганаду и может достигать р. Журуэна.

## Описание
Отличается от ближайших родственников по морфологии внешних половых органов животных обоих полов. Характеризуется уникальным сочетанием непигментированной кожи морды и пигментированной кожи ушных раковин, ярко-оранжевой окраски кожи морды и гениталий, а также сильного контраста шерстяной «мантии» со спиной и передними конечностями.

## Угрозы
Красная книга МСОП присвоила виду охранный статус «Вызывающий наименьшие опасения». В настоящее время не существует известных существенных угроз для вида, однако отмечается, что обезьяны могут отлавливаться для использования в качестве домашних животных. По свидетельствам местных жителей, в пределах ареала вида производится добыча полезных ископаемых и появляются деградированные районы.